# Chiesa di San Martino (Artegna)
La chiesa di San Martino è un luogo di culto cattolico di Artegna, in provincia ed arcidiocesi di Udine.
L'edificio, nelle sue forme attuali, risale al XVI secolo, a quando, cioè, gli Arteniesi la ripararono dopo che il terremoto del 1511 l'ebbe rovinata.

## Storia e descrizione
All'esterno, chiari sono i segni degli interventi succedutisi nei secoli: se la facciata, in pietra levigata e con il disegno del portale, ha senz'altro un aspetto rinascimentale, le pareti laterali ci riportano ai tempi precedenti, almeno all'anno 1303, quando la chiesa, distrutta dai castellani come risposta alla rivolta popolare del 1299, fu riedificata. Si presume che la chiesa poggi sulle fondamenta della prima cerchia muraria del castello preesistente e che la parete rivolta a sud sia parte dell'antico maschio. Il campanile, invece, fu terminato nel 1681.
Un certo eclettismo è ravvisabile anche all'interno, dove ad un'aula di proporzioni classiche si contrappongono un arco trionfale, un'abside e una cappella laterale in cui evidenti sono le reminiscenze goticizzanti.
Fonti documentali fanno ritenere che la chiesa di San Martino esistesse entro la cerchia del castello fin da primi secoli del Medioevo. La dedicazione a San Martino potrebbe far supporre una edificazione nel castrum longobardo citato da Paolo Diacono, nell'VIII secolo, cioè all'epoca della pacificazione religiosa tra longobardi e autoctoni. La chiesa, del resto, custodisce una lastra marmorea raffigurante una teoria di agnelli portacroce e risalente al periodo altomedioevale (IX secolo), rinvenuta nella cappellina laterale che, murata nel XVII secolo, fu riaperta negli anni settanta nel corso di lavori di restauro.
Sulle pareti si ammira un ciclo pittorico (1530) di Gian Paolo Thanner, friulano nato da Leonardo, pittore e intagliatore trasferitosi dalla Baviera verso la metà del Quattrocento.
Di Thanner, che abitava a Tarcento, è rimasta una ventina di affreschi in chiese di paesi non distanti dal Torre (Segnacco, Ramandolo, Nimis, Racchiuso, Buttrio). G. Bergamini e S. Tavano annoverano il Thanner tra i «...pittori di minima levatura e pur talvolta ricchi di ingenua poesia», e definiscono la sua pittura naïve («Cercò di tradurre le novità dei maggiori pittori friulani, Pellegrino da San Daniele in particolare, più spesso però restando lontano dai modelli e mostrando anzi un fare tanto sgrammaticato quanto deliziosamente spontaneo»). E associano alla sua figura di artista quella di Bartolomeo da Skofja Loka; un altro elemento, che segnala la contiguità tra la pittura friulana del XV e XVI secolo e quella dell'area tedesco-slovena.
Con maggiore simpatia per l'opera del Thanner, G.C. Menis caratterizza il suo stile per il suo tratto «popolaresco inconfondibile», «le sapide citazioni realistiche», il «gusto per la scrittura friulana». «Pittore popolaresco ed estraneo alle scuole maggiori del suo tempo, Gian Paolo piace alla gente semplice della campagna, che in lui trova l'interprete più congeniale della propria spiritualità» (G.C. Menis).
L'iconografia del ciclo è quello della tradizione, già visto nella chiesa di Santo Stefano in Clama (episodi del Vangelo, evangelisti, ecc.). Degli affreschi rimangono frammenti nell'abside (crocifissione e passione di Cristo, figure di santi, l'evangelista Giovanni con Sant'Agostino, l'evangelista Marco con San Girolamo e l'evangelista Luca con Sant'Ambrogio) e nella cappella dedicata a San Martino (adorazione dei Magi, San Martino, San Giovanni Battista, San Rocco, e figure genuflesse dei membri della Confraternita dei santi Martino, Battista e Rocco, identificati con i nomi scritti sotto le figure: Jacun da Riu, Pieri Puntus e Jachum Miedi)